# Goldschmiedenstraße 8-10

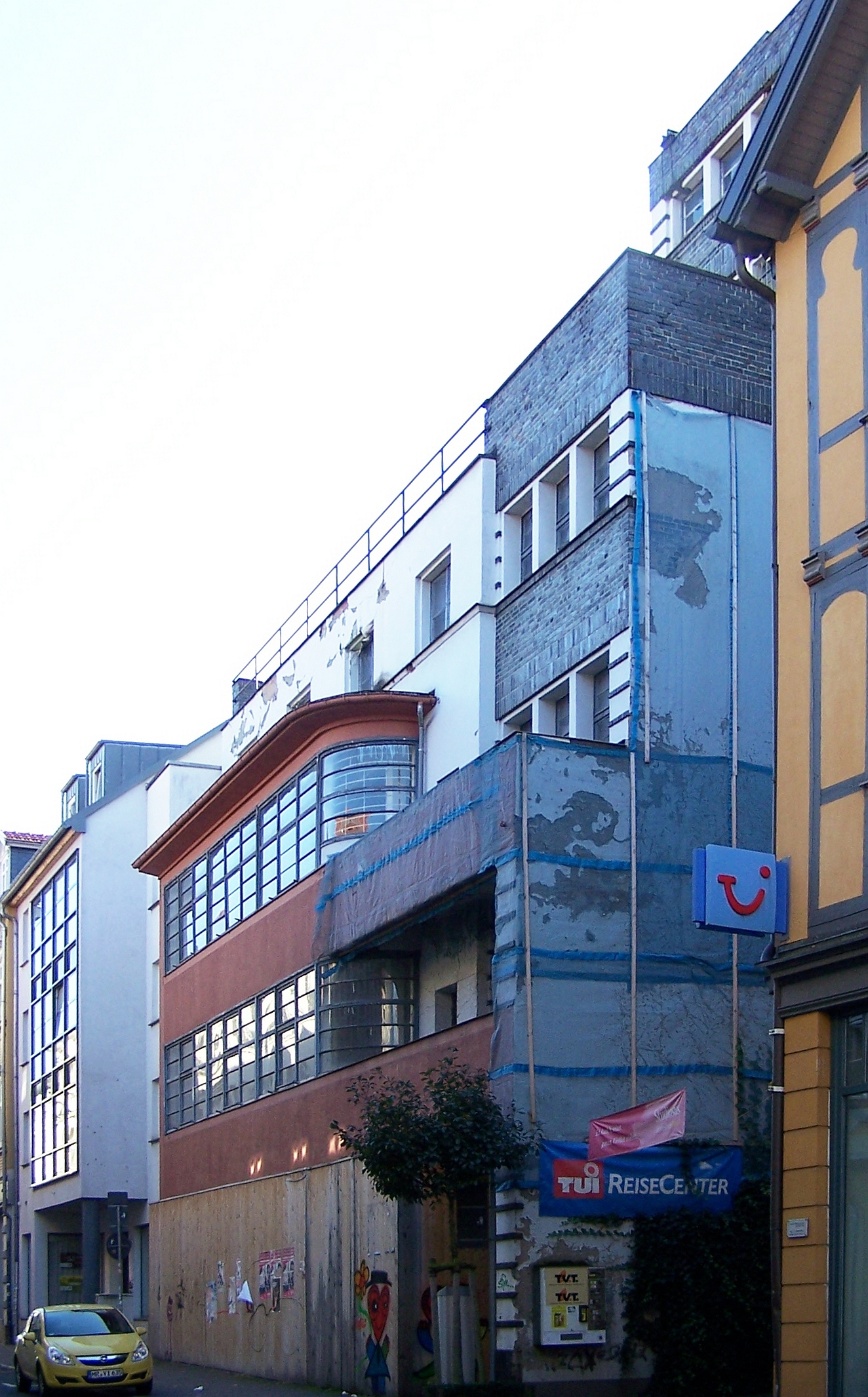
Das frühere Kaufhaus „Steppke“

Die Goldschmiedenstraße 8–10 ist ein denkmalgeschütztes früheres Kaufhaus in Eisenach in Thüringen. Es ist das einzige vollständige Gebäude im Stil des Neuen Bauens in der Stadt Eisenach.

## Geschichte
Das Gebäude wurde 1929/30 im Auftrag des Eisenacher Konsumvereins in der westlichen Goldschmiedenstraße unweit des Eisenacher Marktes nach einem Entwurf des Eisenacher Architekten Alfred Schmidt im Bauhausstil errichtet. Das Kaufhaus des Konsumvereins bot bis in die 1960er Jahre Kolonial- und Schuhwaren, Textilien und Haushaltsartikel an. Am 20. März 1967 eröffnete nach Umbau und Sanierung das Konsum-Kinderkaufhaus „Steppke“, welches bis zum 31. Dezember 1992 Bestand hatte. 1980 wurde das Haus erstmals unter Denkmalschutz gestellt und 2006 als Kulturdenkmal in das Denkmalbuch des Freistaates Thüringen eingetragen. Seit den 1990er Jahren steht das Gebäude leer und seit 2014 zum Verkauf.

## Architektur
Das Gebäude verfügt über eine Stahlbeton-Konstruktion mit fünf Etagen, wobei das oberste Geschoss kanzelartig aufgesetzt ist. Markant ist das weitläufige Treppenhaus. Aus der Bauzeit im Original erhalten sind zwei Fahrstühle, ein offener Tresor und Bauhaus-Türklinken. Vom Obergeschoss besteht Ausblick auf das Eisenacher Südviertel.